# Луис Педро
Луис Педро е холандски футболист, крило на Левски (София). Роден е 27 април 1990 г. в Луанда, Ангола. Баща му е португалец, а майка му от Ангола.

## Кариера
Въпреки че е роден в Ангола, Луис Педро прекарва по-голямата част от живота си в Ротердам, Холандия. Първите си стъпки във футбола започват във МВВ Маастрихт, а впоследствие е харесан и привлечен в школата на Фейенорд. През 2008 г. дебютира в първия отбор, но не успява да се наложи и до 2010 г. изиграва общо 9 мача без отбелязан гол. През сезон 2008 – 2009 играе под наем в С. Б. В. Екселсиор, а през лятото на 2010 г. е продаден на Гоу Ахед Игълс. Там престоява 1 сезон, в който отбелязва 15 гола в 29 мача. Силното му представяне довежда до трансфер в Хераклес Алмело, където до 2013 г. изиграва 29 двубоя и бележи 2 гола. През зимата на сезон 2012 – 2013 е закупен от българския Ботев Пловдив. С „канарчетата“ записва 34 мача в шампионата и бележи 9 гола. Помага на отбора си да стигне до финала за
Купата на България през сезон 2013 – 2014, но отбора губи от Лудогорец. През лятото на 2014 г. заради финансовата криза в Ботев Педро разтрогва договара си и няколко дни по-късно подписва с Левски (София) за 2 години.